# Prays moschettinella
Prays moschettinella là một loài bướm đêm thuộc họ Yponomeutidae.